# Pilar Campoy
María Pilar Campoy (Vicente López, 6 de outubro de 1990) é uma jogadora de hóquei sobre a grama argentina.

## Carreira
Pilar começou a jogar hóquei aos quatro anos no Banco Nación. Com o passar dos anos, ela se consolidou nas categorias de base como atacante. Em 2009, foi convocada pela primeira vez para jogar pela seleção nacional.
Na Espanha, ela jogou pelo Taburiente da Women's Grass Hockey League. Lá ele se estabeleceu nas Ilhas Canárias e assinou um contrato de 3 meses. Ele disputou oito partidas e marcou cinco gols. Depois de terminar o contrato, ofereceram-lhe a renovação. Ele recebeu ofertas para jogar na mesma liga e na liga belga.
Nos Jogos Olímpicos de Verão de 2024, em Paris, conquistou a medalha de bronze no torneio feminino do hóquei sobre a grama, após vencer confronto contra a equipe belga por pênaltis.